# Roland Désourdy
Roland Désourdy (né le 29 mai 1917 au Québec, mort le 27 avril 2011) est un homme d'affaires et homme politique canadien du Québec. Il est notamment connu comme le fondateur de la ville de Bromont.

## Biographie
Désourdy a été maire de Cowansville de 1954 à 1974. 
Il est récipiendaire, en 2007, de la Médaille de l'Assemblée nationale. 